# The Algemeiner Journal
The Algemeiner Journal (bis 2008 Der Algemeiner Journal) ist eine jüdisch-US-amerikanische Wochenzeitung mit Sitz in Brooklyn, New York, Vereinigte Staaten.

## Geschichte
Die Wochenzeitung wurde 1972 von Gershon Jacobson (1934–2005) gegründet. Sie erschien zuerst in jiddischer Sprache unter dem Titel Der Algemeiner und kostete 0,25 $ bei einer Auflage von rund 18.000 bis 23.000 Exemplaren wöchentlich.
Ab 1994 wurde auch eine englische Version mit dem Zusatz THE algemeiner JORNAL (Eigenschreibweise) herausgegeben. Seit dem Tode des Gründers 2005 wird das Journal zweisprachig von der Gershon Jacobson Jewish Continuity Foundation verlegt. 2008 wurde die Zeitung ganz auf Englisch umgestellt und der bisherige jiddische Titel Der Algemeiner Journal auf englisch-jiddisches The Algemeiner Journal umgestellt.
Der Vertrieb der gedruckten Versionen liegt in der Hauptsache in der Region New York City. Die Ausgaben, die von der Gershon Jacobson Jewish Continuity Foundation (GJCF) gedruckt werden, erscheinen in einer wöchentlichen Auflage von rund 100.000 Exemplaren. Der Verkaufspreis beträgt heute einen US-Dollar. Chefredakteur ist Dovid Efune.
Der Verlag betreibt auch eine kostenlose Onlineversion mit Bloggerseiten und präsentiert unkonventionelle Berichte, Stimmen über Politik und das soziale und kulturelle Leben der amerikanischen und internationalen jüdischen Gemeinde.